# Joaquim Piscarreta
Joaquim Piscarreta este un om politic portughez, membru al Parlamentului European în perioada 1999-2004 din partea Portugaliei. 
1. 1 2  Deputații în Parlamentul European
2. ↑  Deputații în Parlamentul European